# Rang-du-Fliers
Rang-du-Fliers é uma comuna francesa na região administrativa de Altos da França, no departamento de Pas-de-Calais. Estende-se por uma área de 10,47 km². Em 2010 a comuna tinha 4 339 habitantes (densidade: 414,4 hab./km²).